# Qingxiusaurus
Qingxiusaurus is een geslacht van sauropode dinosauriërs behorend tot de groep van de Titanosauria dat tijdens het Late Krijt leefde in het gebied van het huidige China.
De typesoort Qingxiusaurus youjiangensis werd in 2008 beschreven door Mo. De geslachtsnaam is afgeleid uit het Chinees: qingxiu betekent: "schilderachtig tafereel van bergen en water in Guanxi", een verwijzing naar het landschap ter plaatse van de vindplaats. De soortaanduiding is een verwijzing naar de rivier (jiang) de You.
Het fossiel, holotype NHMG 8499, in 1991 samen met het typespecimen van Nanningosaurus gevonden bij het dorp Dashi nabij de stad Nanning in de provincie Guangxi, bestaat uit een linkeropperarmbeen; van het hele skelet zijn een enkel doornuitsteeksel van de wervelkolom, twee borstbenen en twee opperarmbeenderen bekend. Als autapomorfieën, unieke eigenschappen, van het taxon worden vermeld: het bezit van verlengde peddelvormige ruggenwerveluitsteeksels en een relatief kort borstbeen.
De beschrijvers menen dat Qinxiusaurus een afgeleide positie bezit in de Titanosauriformes, waarschijnlijk of basaal in de Saltasauridae of als het zustertaxon van die groep. Ze erkennen echter dat deze conclusie gezien de onvolkomenheid van het materiaal slechts een zeer voorlopige kan zijn.
Qingxiusaurus wordt door de beschrijvers gezien als een voorbeeld van de grote variabiliteit van de Titanosauria in Azië.